# Doazit
Doazit ist eine französische Gemeinde mit 851 Einwohnern (Stand: 1. Januar 2022) im Département Landes in der Region Nouvelle-Aquitaine. Sie gehört zum Kanton Coteau de Chalosse (im Arrondissement Dax). Die Einwohner werden Doazitiens genannt.

## Geografie
Die Gemeinde Doazit liegt etwa 35 Kilometer östlich von Dax in der Landschaft Chalosse am Flüsschen Gouaougue. Umgeben wird Doazit von den Nachbargemeinden Montaut im Nordwesten und Norden, Banos im Norden, Audignon im Nordosten, Horsarrieu im Osten, Hagetmau im Südosten, Serreslous-et-Arribans im Süden, Saint-Cricq-Chalosse im Süden und Südwesten sowie Maylis im Westen.

## Bevölkerung
| Jahr                       | 1962 | 1968 | 1975 | 1982 | 1990 | 1999 | 2006 | 2014 | 2021 |
| -------------------------- | ---- | ---- | ---- | ---- | ---- | ---- | ---- | ---- | ---- |
| Einwohner                  | 1069 | 1032 | 901  | 865  | 858  | 884  | 945  | 886  | 854  |
| Quellen: Cassini und INSEE |      |      |      |      |      |      |      |      |      |

## Sehenswürdigkeiten
- Kirche Saint-Jean-Baptiste in Aules
- Kirche Notre-Dame in Doazit
- Kirche Saint-Martin in Le Mus
- Schloss Candale

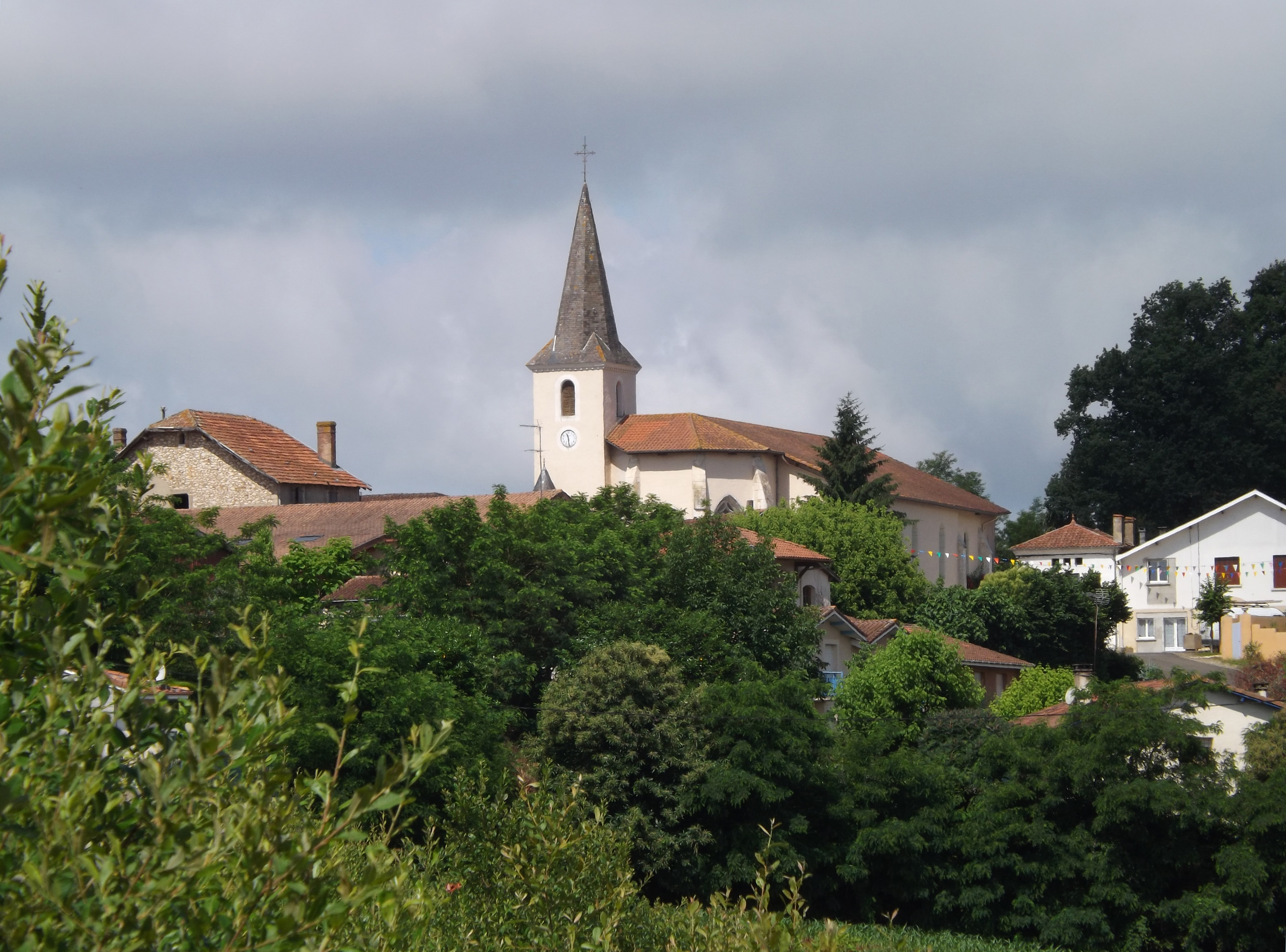
Kirche Notre-Dame
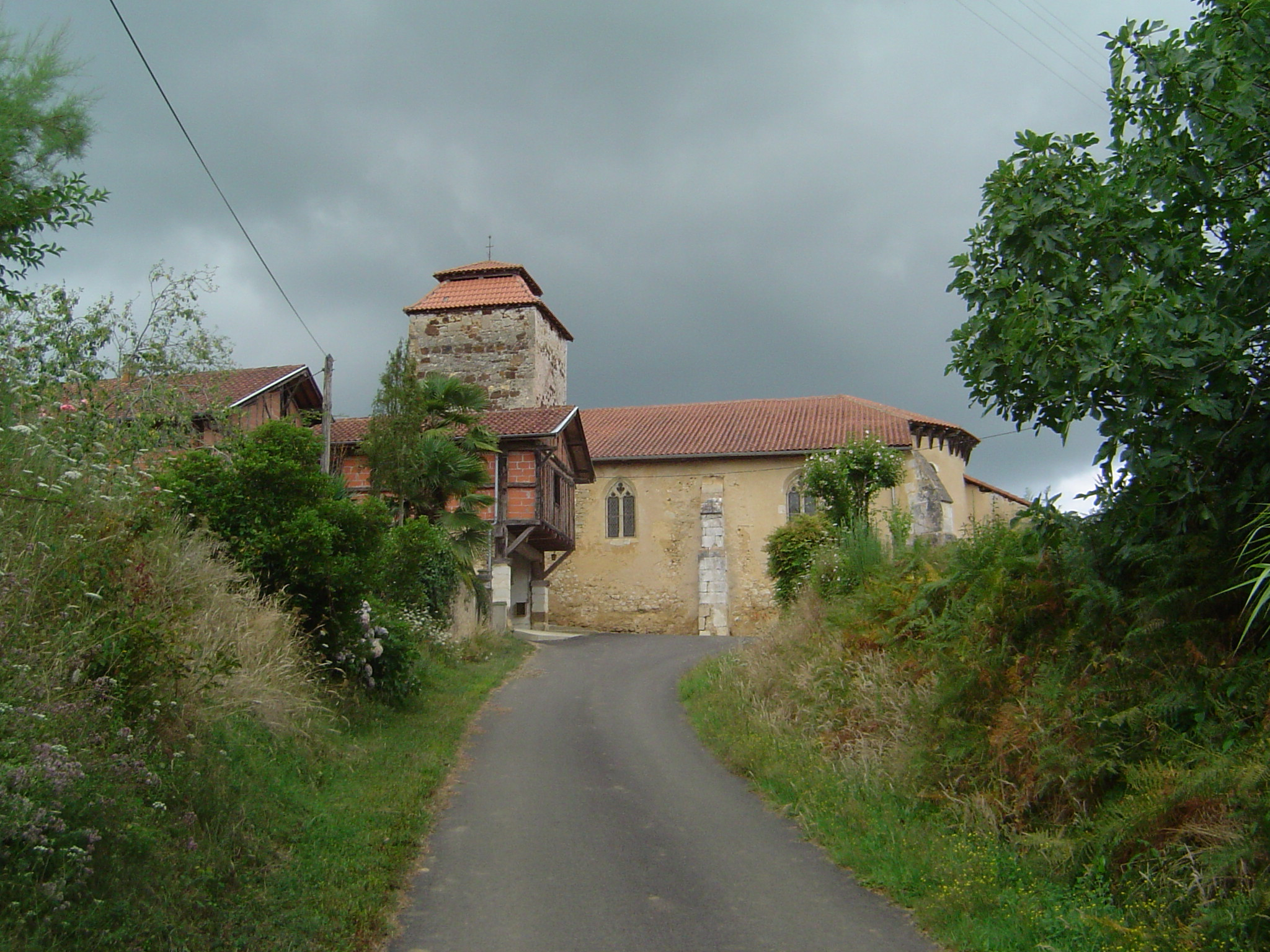
Kirche Saint-Martin
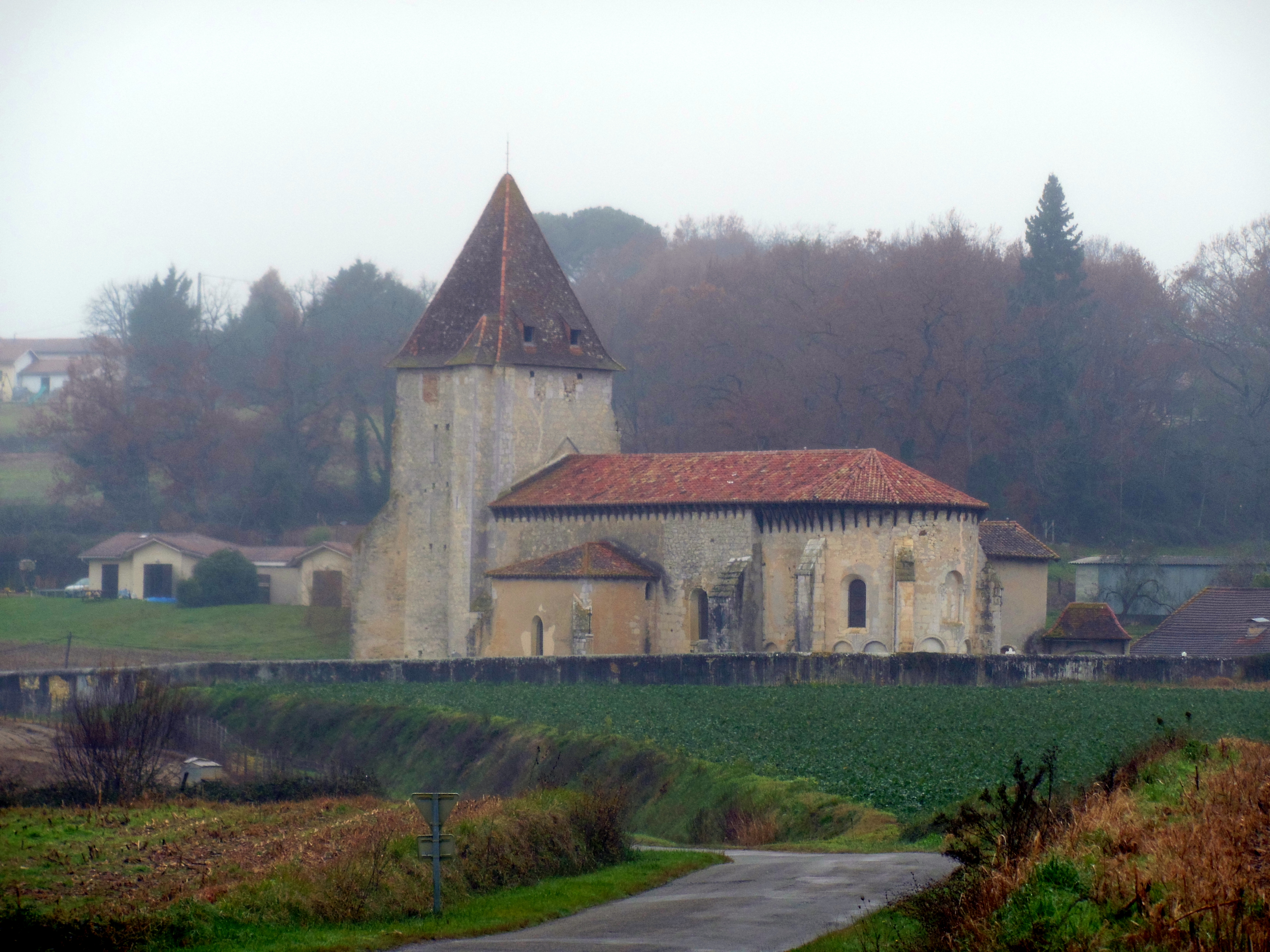
Kirche Saint-Jean-Baptiste
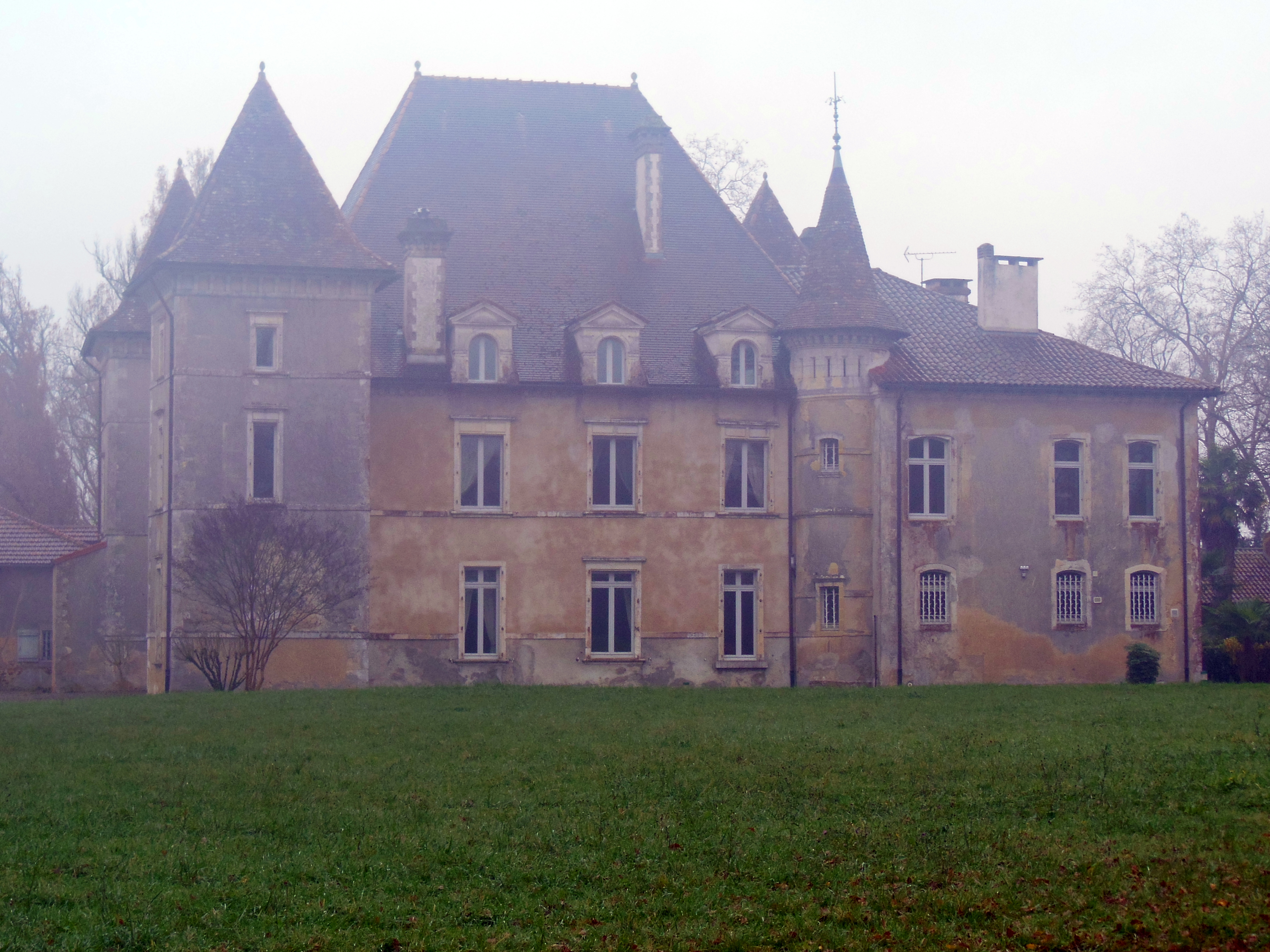
Schloss Candale

## Persönlichkeiten
- Jean d’Arcet (1724–1801), Chemiker